# 孔子廟 (長崎)
孔子廟（日语：／ Nagasaki Kōshibyō）是日本長崎縣長崎市的一座孔廟，建於1893年，1967年重修，為中式建築。1983年起設有中國歷代博物館，裡面展出北京故宮博物院借出的文物。
現存建築有黌門、欞星門、儀門、兩廡、七十二賢人像、大成殿。每年9月最後的星期六有祭孔儀式。

## 沿革
史建於明治25年（1892年）的長崎孔廟，其興建緣由，最早可以追溯到距今三百餘年前江戶時代的正保4年（1647年），如下列。
正保四年（1647年），江戶時代的本草草藥學者向井元升（ Mukai Genshō）於長崎興善町創建長崎聖堂孔子廟。
正德五年（1717年），孔廟遷址至馬場鄉錢座（／ Baba gō Zenza）
安政六年（1859年），孔廟主事（向井元升後人）開辦學堂，廣招長崎域内學徒。
明治四年（1871年），日本中央政府改革教育體系，各加官署、財閥開辦的私塾一概廢除，孔廟成了向井家族私有財產。
明治廿五年（1892年），孔廟遷至今址大浦乙三二番地，此後再無變動。
明治廿六年（1893年），孔廟動工於二月；越十一月竣工
明治三十九年（1905年），孔廟開辦「華僑時中小學校」，提供中小學完整教育體系。此後孔廟置福建、廣東、三江等華僑同鄉會管理，並獲日本官方、長崎地方政府和清廷認可。
昭和九年（1934年），華僑同鄉會將孔廟管理權捐予「長崎天主堂」。
昭和三十四年（1959年），長崎聖堂遭拆除，孔廟原「杏壇門」移至東明山興福寺處。
昭和四十二年（1967年），孔廟理事主建築修繕，「華僑時中小學校」搬遷至孔廟前的新址。
昭和五十八年（1983年），孔廟理事設「中國歷代博物館」。
昭和六十三年（1988年），由於學生人數劇減，「長崎華僑時中小学校」閉校。孔廟理事會新設「長崎時中語學院」。
平成二年（1990年），中國歷代博物館新設「北京故宮博物院展覽館」，並與故宮合作借出文物以作展示。
平成廿三年（2011年），長崎燈會舉行於此。
平成廿四年（2012年），長崎孔廟檔案館設於博物館第三樓。
平成廿五年（2013年），博物館二樓改造為中國古代文物展廳。
平成廿六年（2014年），設公益財團法人長崎孔廟中國歷史博物館。